# 1995 (grupo)
1995 (pronunciado en francés "Un Neuf Neuf Cinq") es un grupo de hiphop y rap francés fundado en 2008. Sus componentes, la mayoría provenientes del sur de París, son Alpha Wann, Darryl Zeuja, Nekfeu, Fonky Flav', Sneazzy y el productor musical Hologram Lo'. 

## Historia

### Primeros años (2008-2011)
El grupo, inicialmente creado por Alpha Wann y Areno Jaz, se agrandó con la llegada de Nekfeu y Sneazzy (antiguos compañeros de colegio de Alpha) y de Fonky Flav' (al que conocieron a través de la red social Myspace). Tras haber actuado en varios números de open-mic (del francés "a micro abierto") en diversos barrios parisinos, conocieron al colectivo conocido como L'Entourage, compuesto por diversos raperos, grafiteros y artistas del género urbano. A partir de este momento, empiezan a participar en numerosas batallas de rap (conocidas como "batallas de gallos" según la jerga en España) hasta lograr el reconocimiento del público en 2011. Los videoclips de los temas Dans ta Réssoi y Flava In Ya Ear alcanzaron millones de visualizaciones en YouTube.

### La Source(2011)
El 17 de junio de 2011, el grupo publicó el tema La Source en su cuenta de YouTube y el 27 de junio el videoclip del mismo tema junto con el de La Flemme. El single se clasificó en el puesto 23 de los discos más vendidos de Francia y como el séptimo tema más descargado desde la primera semana. También logró situarse en la clasificación de mejores ventas semanales de la cadena Fnac, superando a artistas de mayor reconocimiento. El tema alcanza la popularidad gracias a Internet, obteniendo el grupo 300 000 seguidores en Facebook y 19 millones de visualizaciones en Youtube. 
En noviembre del mismo año, el grupo logró llenar la sala Bataclan de París sin apenas promocionar el concierto. A pesar de las ofertas de varias discográficas de renombre, prefirieron seguir produciéndose de manera independiente. En diciembre los oyentes de la emisora de Skyrock eligieron a 1995 como el grupo del año, a pesar de que la cadena jamás hubiera retransmitido sus canciones. 1995 firmó un contrato con la distribuidora Polydor Records, perteneciente a Universal Music, sin embargo acordaron mantener el control de sus artículos de promoción y su libertad creativa. En el año 2012 se vendieron 10 000 copias del EP. 

### La Suite(2012)
1995 publica su segundo sencillo el 5 de marzo de 2012 tras diez intensos días de grabación. El EP sigue siendo de producción independiente pero se distribuye a través de Polydor Records; en un mes se venden 30 000 copias. 

### Paris Sud Minute(2013)
Su primer álbum de estudio se publica el día 31 de diciembre de 2012. El título está inspirado de la expresión en inglés "New-York minute", que se refiere a un momento intenso. 

### Ruptura del grupo (2019)
Tras seis años de inactividad a raíz de la publicación del primer álbum, Alpha Wann anunció a través de su cuenta de Instagram la ruptura definitiva del grupo. Explicó que cada uno de los miembros del grupo ha tenido una trayectoria muy distinta y que ya no se encontraban en las mismas circunstancias para seguir produciendo juntos.

## Estilo e influencias
1995 bebe de diversos estilos, en especial de los instrumentales old-school de los años 90. Se inspiran en los grupos alternativos de hiphop Chiddy Bang y Jurassic 5. También retoman frases de Lunatic y The Pharcyde.

## Miembros
El grupo tiene un total de seis miembros (cinco raperos y un DJ para las bases) provenientes de Paris y Montrouge:
- Alpha Omar Wann, alias Alpha Wann (nacido en 1987) (vocalista)
- Benjamin Debrosse, alias Darryl Zeuja (nacido en 1989) (vocalista)
- Mohamed Amine Khemissa, alias Sneazzy West (nacido en 1992) (vocalista)
- Antoine Guéna, alias Fonky Flav' (nacido en 1987) (vocalista)
- Ken Samaras, alias Nekfeu (nacido en 1990) (vocalista)
- Louis Courtine, alias Hologram Lo (nacido en 1990) (DJ)

## Discografía

### EP
- 2011: La Source
- 2012: La Suite

### Álbumes
- 2012: Paris Sud Minute (galardonado en 2014 como mejor álbum de música urbana en los premios Victoires de la musique)

### Singles
- 2011: La Source (álbum: La Source)
- 2012: La Suite (álbum: La Suite)
- Flingue dessus (álbum: Paris Sud Minute)
- Réel (álbum: Paris Sud Minute)
- Bla bla bla (álbum: Paris Sud Minute)

## Videoclips
- 2011:
- Flava In Ya Ear (dirigido por: Le Garage)
- La Source (dirigido por: Le Garage)
- La Flemme (dirigido por: Le Garage)
- 2012:
- The Motto Remix (dirigido por: Le Garage)
- La Suite (dirigido por: Le Garage y Syrine Boulanouar)
- Rénégats (dirigido por: Le Garage, Syrine Boulanouar y Rodolphe Lauga)
- Bienvenüe (dirigido por: Kourtrajmé)
- Flingue Dessus (dirigido por: Le Garage y Syrine Boulanouar)
- Freestyle PSM (dirigido por: Le Garage)
- Réel (dirigido por: Le Garage y Syrine Boulanouar)
- Pétasse Blanche (dirigido por: Le Garage y Syrine Boulanouar)
- Bla bla bla (dirigido por: Nicolas Davenel)